# Omphalodeae
Omphalodeae, tribus boražinovki dio potporodice Cynoglossoideae. Sastoji se od 9 rodova.

## Rodovi
1. Gyrocaryum Valdés (1 sp.)
2. Iberodes Serrano, R. Carbajal & S. Ortiz (5 spp.)
3. Nihon A. Otero, Jim. Mejías, Valcárcel & P. Vargas (5 spp.)
4. Omphalodes Mill. (12 spp.)
5. Omphalotrigonotis W. T. Wang (2 spp.)
6. Sinojohnstonia Hu (4 spp.)
7. Mimophytum Greenm. (11 spp.)
8. Myosotidium Hook. (1 sp.)
9. Selkirkia Hemsl. (4 spp.)

|  | Zajednički poslužitelj ima još gradiva o temi Omphalodeae |
|  | Wikivrste imaju podatke o taksonu Omphalodeae             |